# Marek (Petrowcy)
Marek, imię świeckie Mykoła Iwanowycz Petrowcy (ur. 6 grudnia 1951 w Zadnim) – biskup Ukraińskiego Kościoła Prawosławnego Patriarchatu Moskiewskiego.

## Życiorys
Po odbyciu zasadniczej służby wojskowej przyjechał w 1972 do Zagorska z zamiarem wstąpienia do moskiewskiego seminarium duchownego. Początkowo zamieszkiwał w ławrze Troicko-Siergijewskiej jako pracownik niebędący mnichem. W 1973 rozpoczął naukę w seminarium od razu od IV roku. W tym samym roku złożył wieczyste śluby zakonne z imieniem Marek. 17 marca 1973 arcybiskup dmitrowski Włodzimierz wyświęcił go na hierodiakona. 7 kwietnia hierodiakon Marek przyjął święcenia kapłańskie z rąk emerytowanego biskupa kazańskiego Sergiusza. W 1978 uzyskał dyplom Moskiewskiej Akademii Duchownej z tytułem naukowym kandydata nauk teologicznych. Rozpoczął pracę wykładowcy Nowego Testamentu w seminarium duchownym, które sam ukończył.
Od 1978 do 1985 był dziekanem ławry Troicko-Siergijewskiej, zaś od czerwca 1985 – przełożonym ławry Poczajowskiej.
19 lipca 1988 Święty Synod Rosyjskiego Kościoła Prawosławnego nominował go na biskupa krzemienieckiego, wikariusza eparchii lwowskiej. Uroczysta chirotonia miała miejsce w Kijowie, 28 lipca tego samego roku. 27 grudnia tego samego roku biskup Marek stanął na czele nowo powołanej eparchii tarnopolskiej. 10 kwietnia 1989 został przeniesiony na katedrę argentyńską i południowoamerykańską. 1 listopada 1993 otrzymał tytuł biskupa kaszyrskiego, wikariusza eparchii moskiewskiej, i został skierowany do Kanady jako zarządzający parafiami Rosyjskiego Kościoła Prawosławnego w tym kraju. W kwietniu 2005 wrócił na Ukrainę jako zwierzchnik eparchii sumskiej. W 2007 został arcybiskupem chustskim i wynohradowskim, zaś w 2014 został podniesiony do godności metropolity.
Jego brat Dmytro, w monasterze Metody, również był biskupem prawosławnym.